# Arctosa bacchabunda
Arctosa bacchabunda là một loài nhện trong họ Lycosidae.
Loài này thuộc chi Arctosa. Arctosa bacchabunda được Ferdinand Karsch miêu tả năm 1884.